# 미선 유적
미선 유적(Thánh địa Mỹ Sơn)은 베트남 중부 꽝남성에 있는 고대 참파의 힌두교 사원 유적지이다. 4세기에서 14세기에 걸쳐 참파 왕국의 왕들에 의해 세워졌다. 이 사원들은 현지에서는 ‘바드레시바라’(Bhadreshvara) 등 여러 개의 이름을 가지고 있는 힌두교 시바 신에게 봉헌된 것이다. 미선은 행정구역상 베트남 중부 꽝남성 주이쑤옌현에 위치해 있으며, 다낭에서 남서쪽으로 69km 지점에, 짜끼에우(Trà Kiệu) 역사 마을로부터는 10km 떨어진 곳에 위치한다. 이 사원군은 2개의 산맥에 의해 둘러쌓인 2km 너비의 골짜기 안에 있다.
1999년, 유네스코 세계유산(세계문화유산)으로 등록되었다.

## 개요
미선은 참파 왕국의 종교였던 힌두교 시바 파의 성역이며, 참파 왕국 전체의 수도였다. 미선은 종교 뿐만 아니라 군사적으로도 전략적 요충지였으며, 방어가 쉬운 요새로서의 전략적 가치도 가지고 있었다. 6세기부터 8세기에 걸쳐 왕들이 미선을 선호하여 여기에 훌륭한 사원들을 세웠다. 749년부터 875년까지 카우족은 집권을 하면서 수도를 영토의 남쪽인 비바푸라로 천도했다. 그러나 미선은 여전히 종교적인 중심지로 남았으며, 중국과 크메르 제국과의 전쟁을 승리로 이끈 나라바르만 1세가 통치하면서 다시 최고의 전성기를 맞게 되었다.
10세기 초에는 지속적으로 대세였던 미선의 힌두교의 영향으로 불교의 세력이 상대적으로 약해지기 시작했다. 그러나 10세기 말 지아야 심하바람 (Giaya Simhavaram) 왕의 통치기에는 미선의 종교적 위치가 참파 왕국에서 불교와 동등한 지위였다. 미선에 잔존해 있는 높은 평가를 받는 건축물들은 대부분 10세기 말인 이 시기에 건축된 것들이다.
11세기에 불어닥친 전쟁의 여파로 미선을 포함한 참파 왕국의 여러 성지들이 심각한 피해를 입었다. 하리바르만 4세는 전쟁을 평정하고, 평화를 회복하였으며, 11세기 말에 이르러 수도를 도반(Do Ban)으로 천도하고 미선 유적을 복원하기 시작했다.
12세기에 자야 인드라바르만 4세가 크메르 제국을 공격하여 수도를 함락시켰지만, 참파 왕국은 크메르의 역공으로 1190년부터 1220년까지 크메르 제국에 점령을 당해야 했다.
13세기부터 참파 왕국은 서서히 쇠퇴해 갔으며 점점 힘을 키우던 베트남에 흡수되었으며, 15세기 말에는 참파 왕국이 완전히 소멸되어 미선에서의 숭배도 사라져 버렸다.

## 갤러리

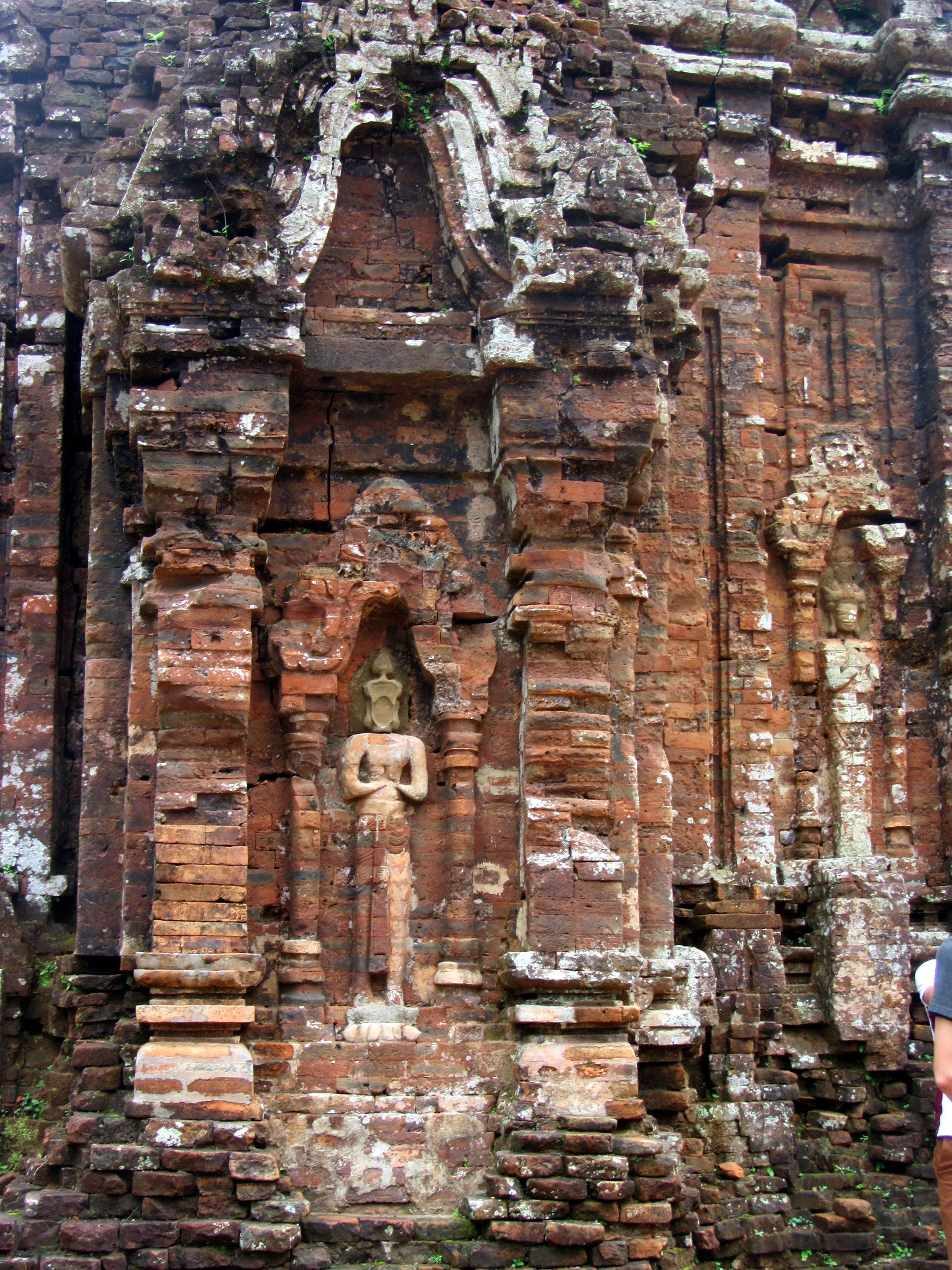
C5 사원
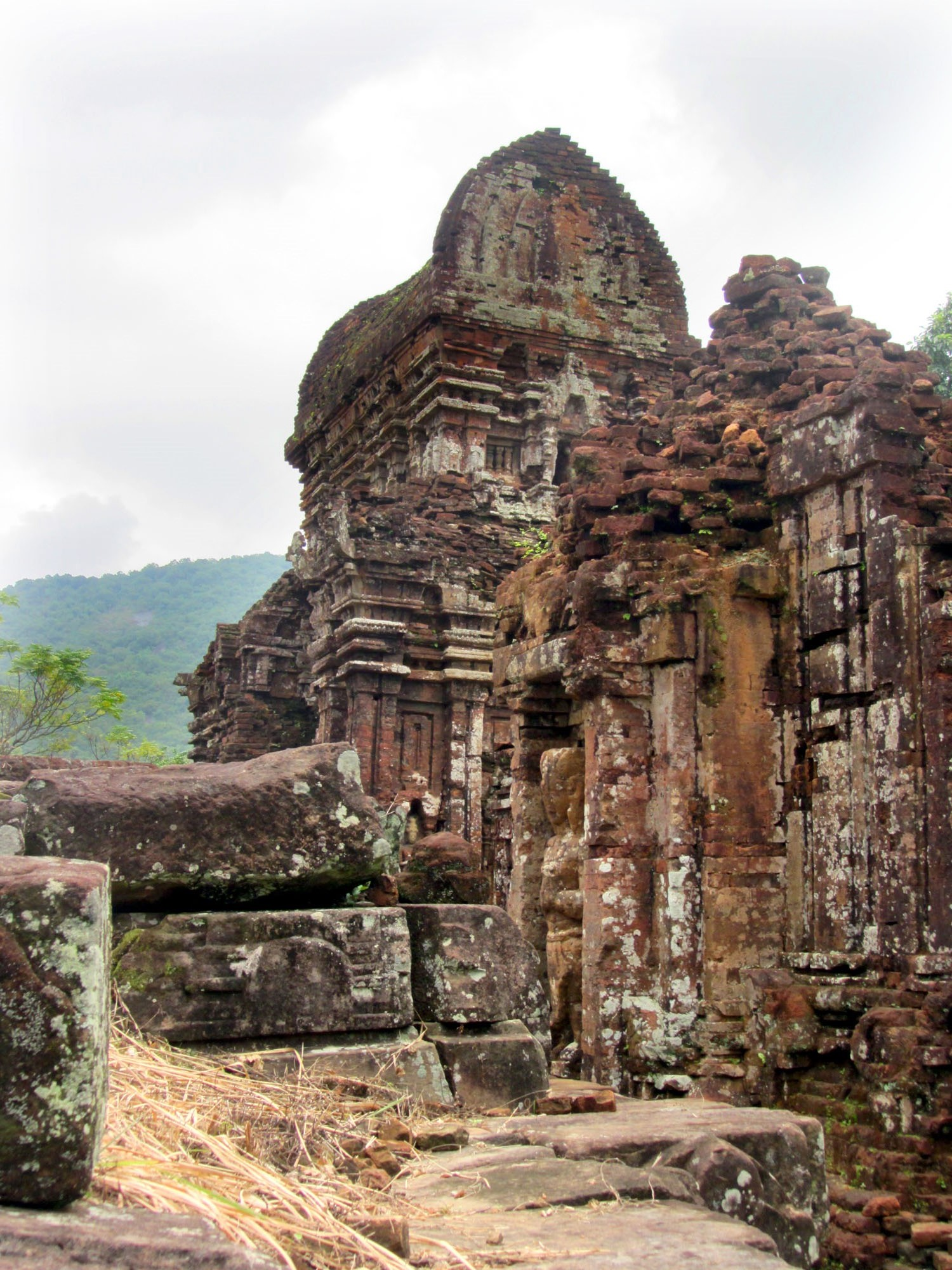
C5와 C7 사원
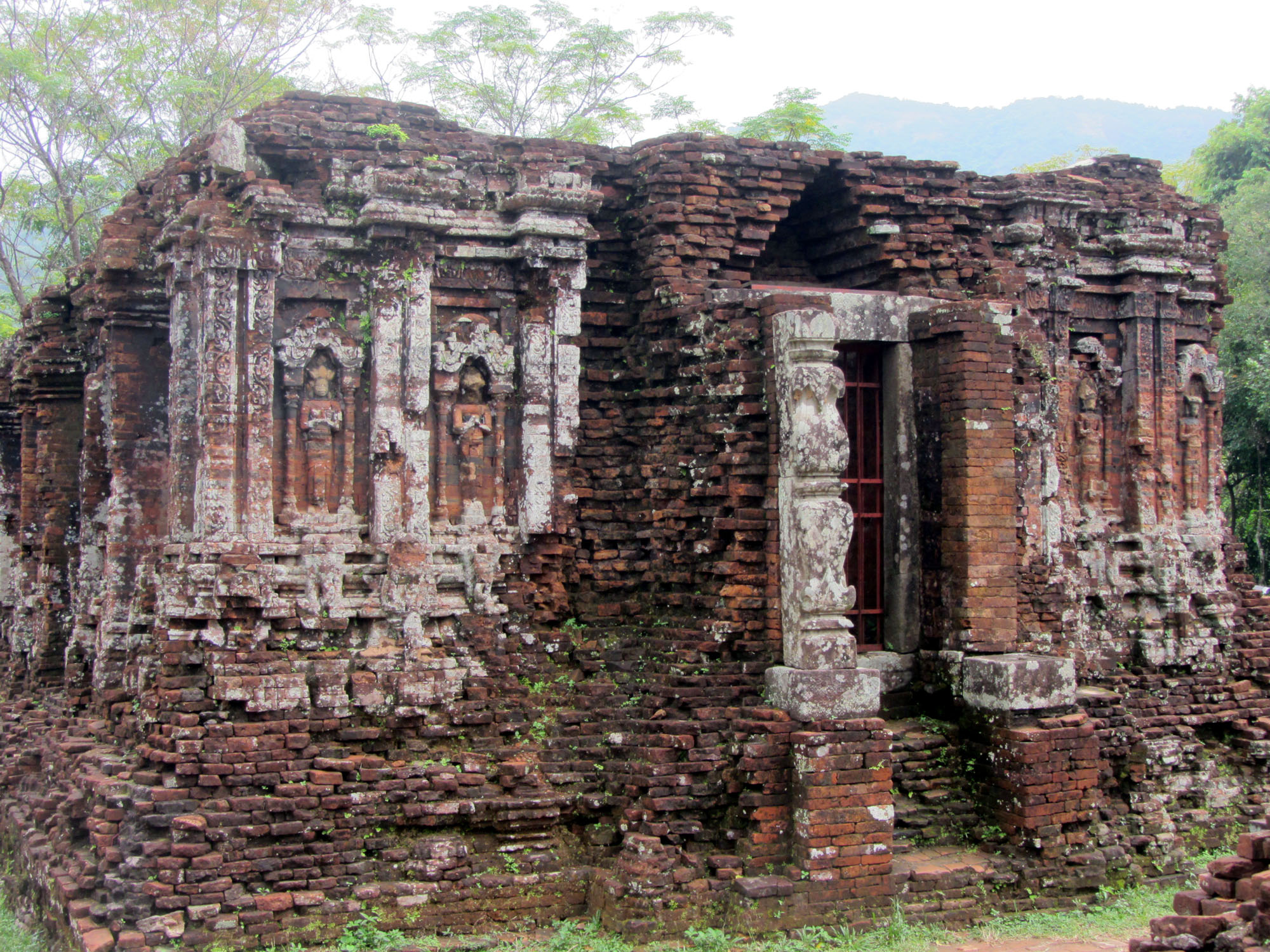
C 사원군
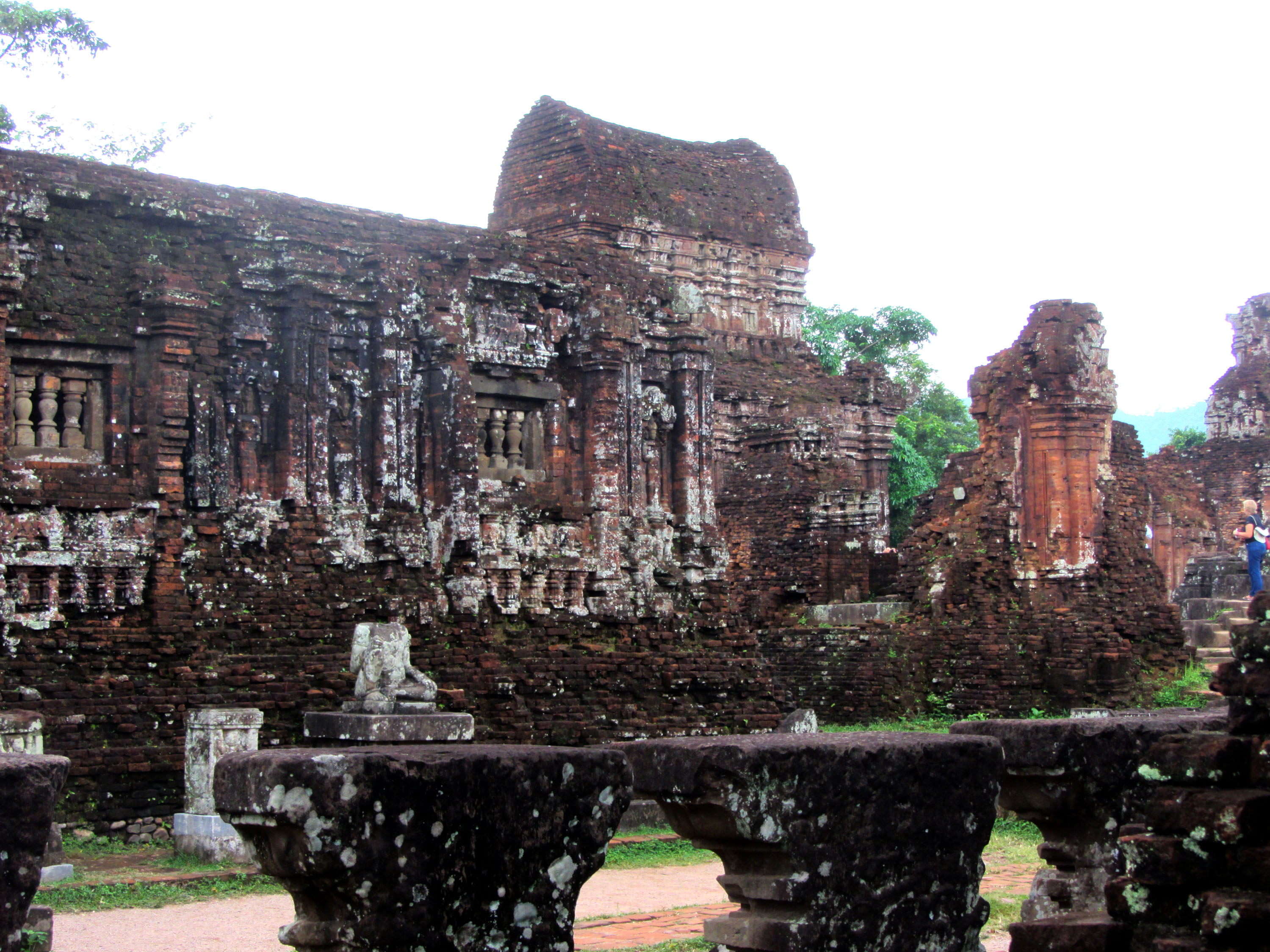
B와 C 사원군
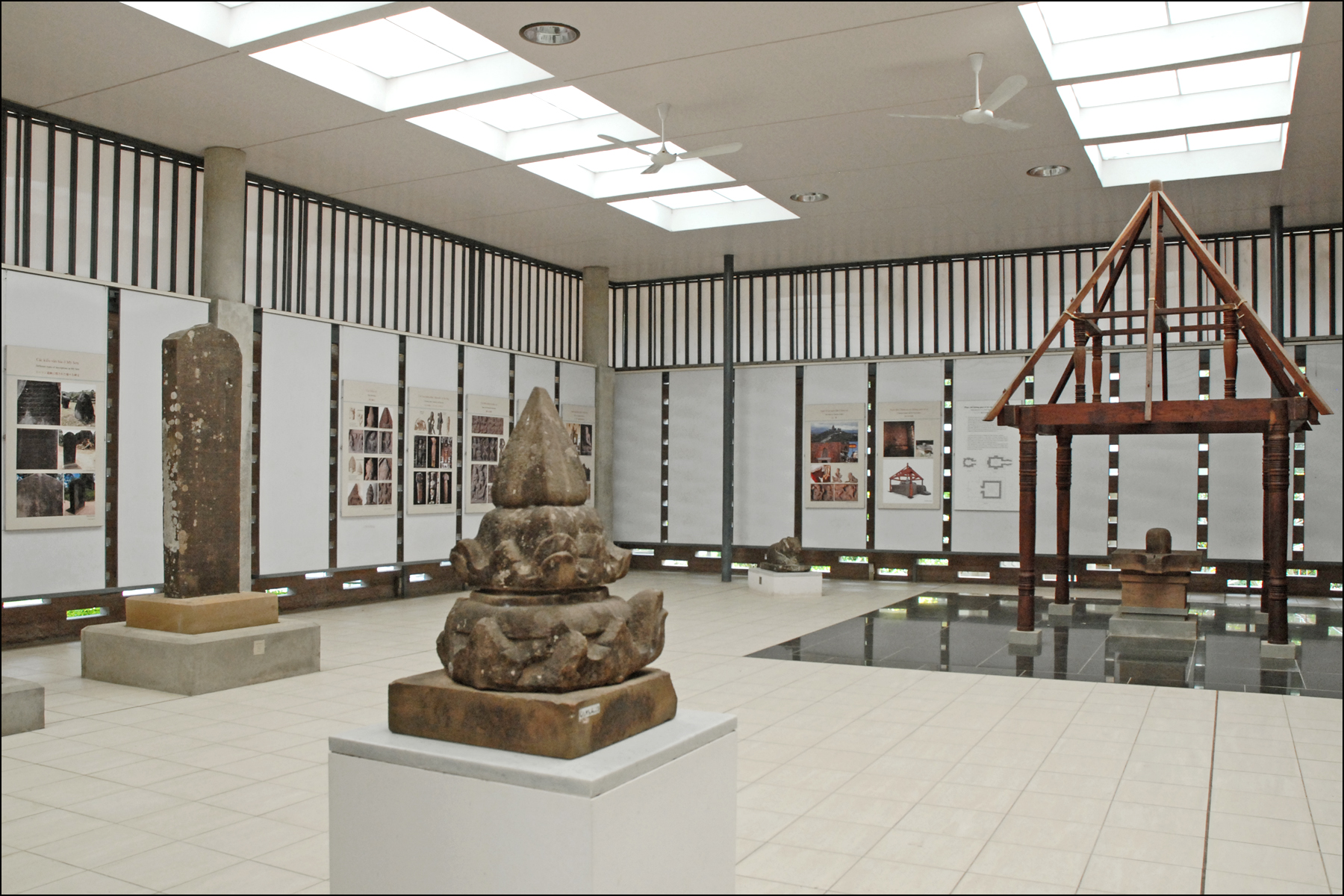
미선 유적지 박물관
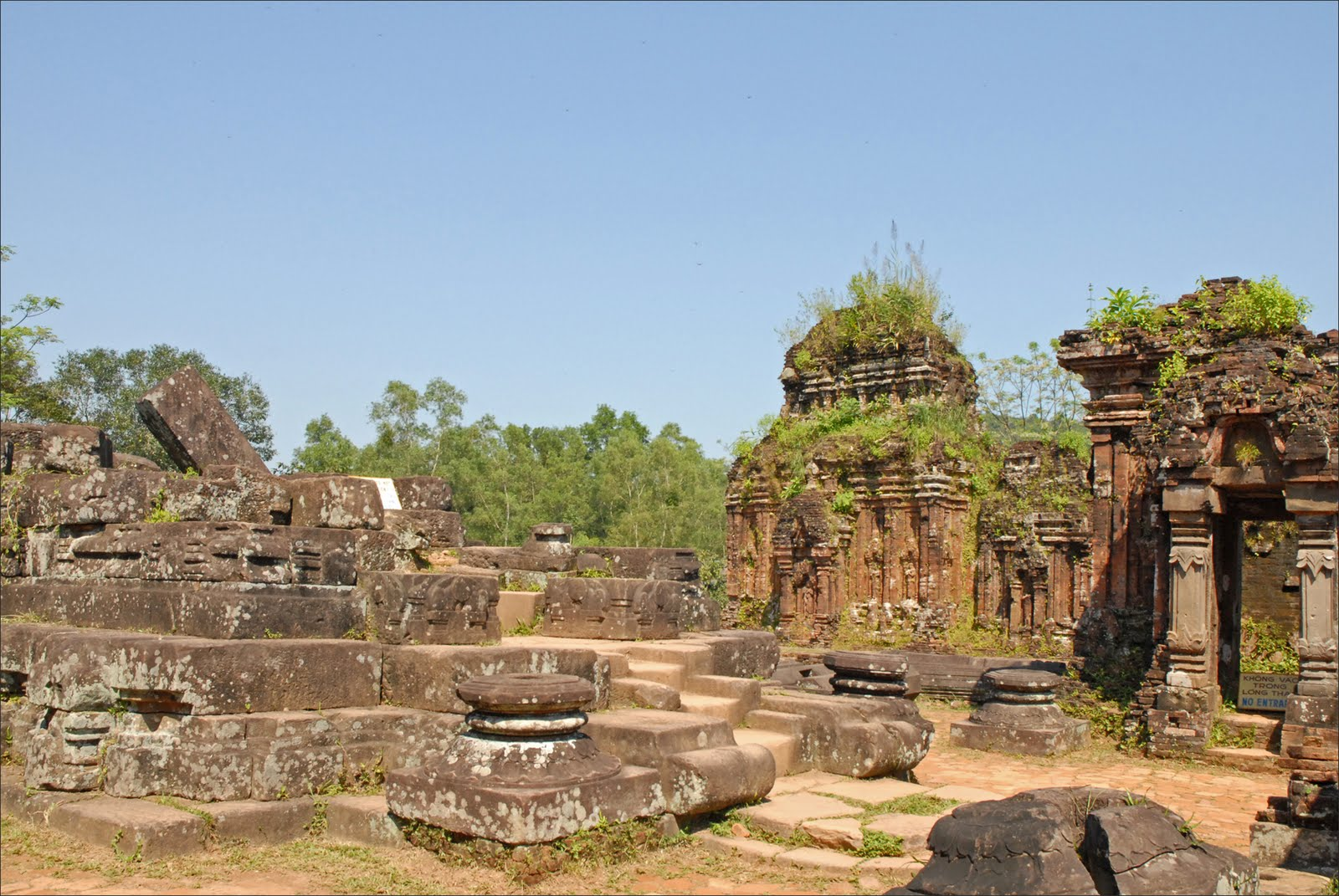
B, C, D 사원군
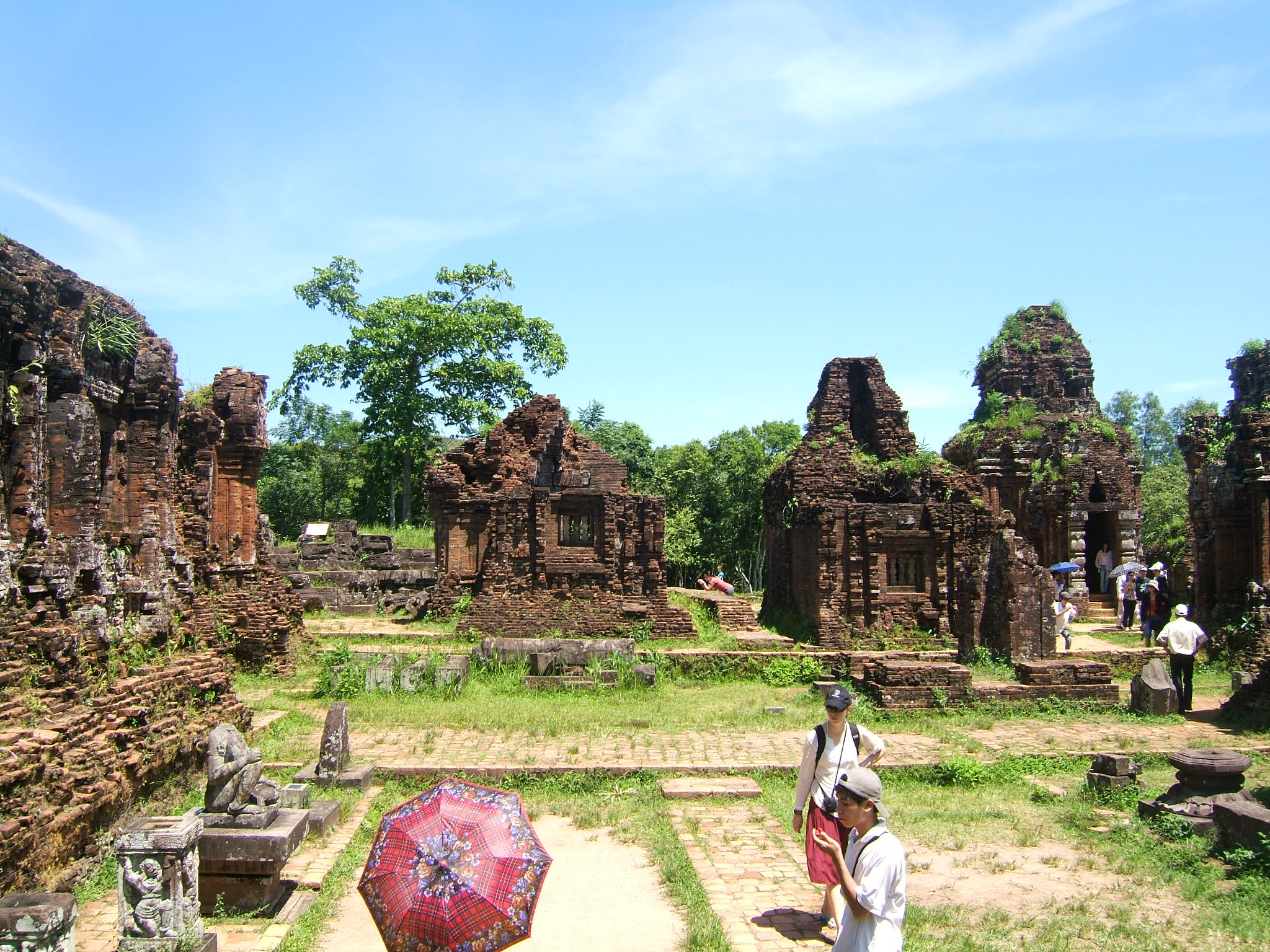
BCD 사원군
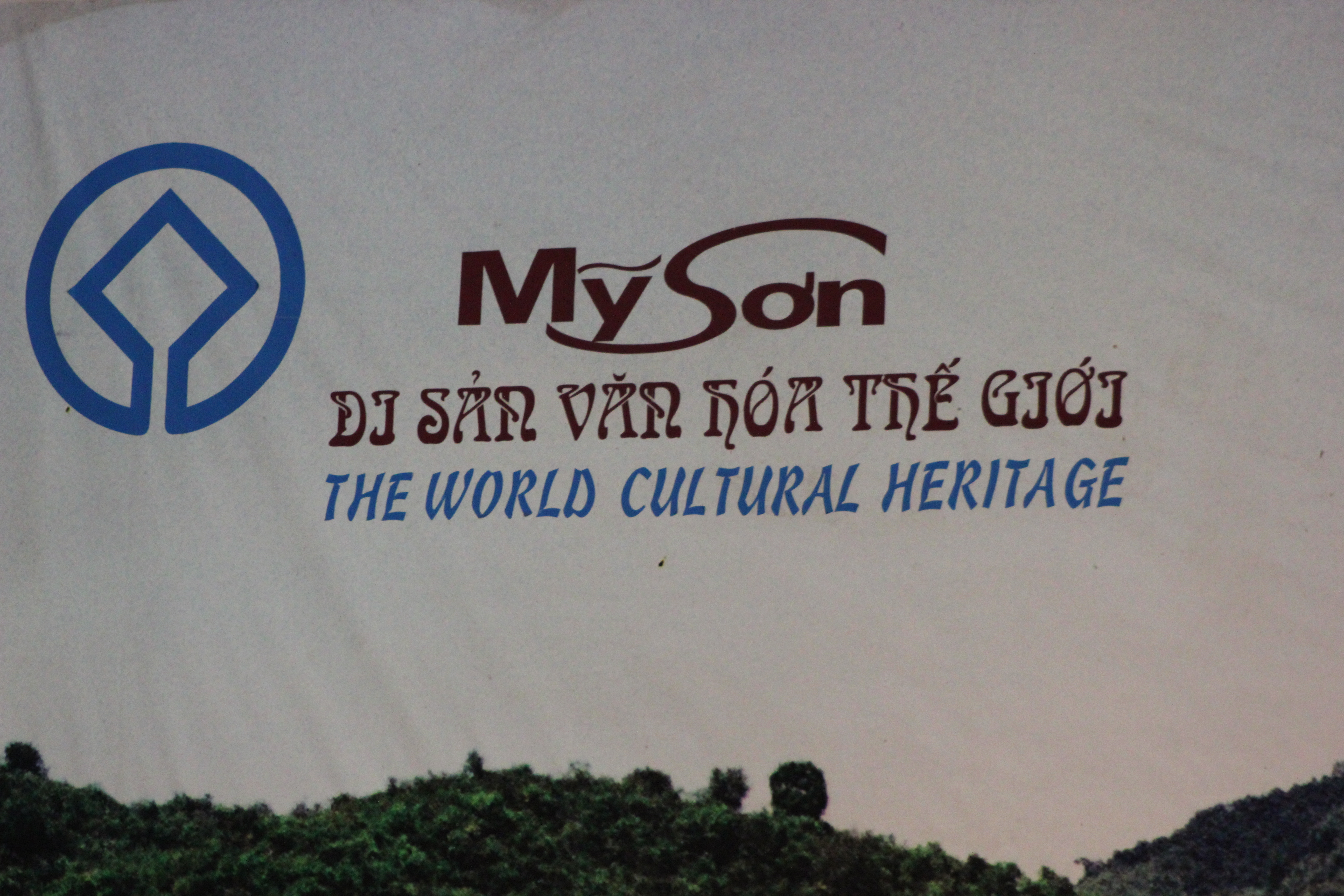
미선 입구 세계유산 안내판

## 같이 보기
- 참파
- 참파 예술
- 오스트로네시아족